# جورج ويليام فولرتون
جورج ويليام فولرتون (بالإنجليزية: George William Fullerton)‏ هو صانع آلة موسيقية ‏ أمريكي، ولد في 7 مارس 1923 في هيندسفيل في الولايات المتحدة، وتوفي في 4 يوليو 2009 في فوليرتون في الولايات المتحدة.